# Emilio Gentile
Emilio Gentile (Bojano, 31 de agosto de 1946) é um historiador italiano especializado na ideologia e cultura do fascismo. Considerado um dos mais importantes historiadores da cultura da Itália de ideologia fascista, estudou com Renzo De Felice, sobre o qual escreveu um livro.
Gentile é professor na Universidade de Roma "La Sapienza". Para ele, o fascismo é uma forma de religião política. Gentile aplicou também a sua teoria da religião política aos Estados Unidos após os ataques de 11 de setembro de 2001.

## Obras
- Storia del partito fascista. 1919-1922. Movimento e milizia. 1989
- Il culto del littorio. La sacralizzazione della politica nell'Italia fascista. Rome/Bari. 1993
  - English translation: The Sacralization of Politics in Fascist Italy, 1996, Harvard University Press, hup.harvard.edu
- Le religioni della politica. Fra democrazie e totalitarismi. Laterza, Rome 2001
  - English translation: Politics as Religion. [S.l.]: Princeton University Press. 2006
- Fascismo. Storia e interpretazione. Rome/Bari. 2002
- Il mito dello Stato nuovo. Dal radicalismo nazionale al fascismo. 2002
- Le origini dell'Italia contemporanea. L'età giolittiana. 2003
- Renzo De Felice. Lo storico e il personaggio. 2003
- Il fascismo in tre capitoli. 2006
- La Grande Italia. Il mito della nazione nel XX secolo. 2006
  - English translation: La Grande Italia: The Myth of the Nation in the Twentieth Century. [S.l.]: University of Wisconsin Press. 2009
- La democrazia di Dio. La religione americana nell'era dell'impero e del terrore, Roma-Bari, Laterza, 2006. ISBN 88-420-8051-9.
  - English translation: God's Democracy: American Religion After September 11. [S.l.]: Greenwood Press. 2008
- Il fascino del persecutore. George Mosse e i totalitarismi. Carocci. 2007
- L'apocalisse della modernità. La grande guerra per l'uomo nuovo. Mondadori. 2008
- Contro Cesare. Cristianesimo e totalitarismo nell'epoca dei fascismi, Milano, Feltrinelli, 2010. ISBN 978-88-07-11107-5.
- Né stato né nazione. Italiani senza meta, Roma-Bari, Laterza, 2010. ISBN 978-88-420-9321-3.
- Italiani senza padri. Intervista sul Risorgimento, Roma-Bari, Laterza, 2011. ISBN 978-88-420-9499-9.
- E fu subito regime. Il fascismo e la marcia su Roma, Roma-Bari, Laterza, 2012. ISBN 978-88-420-9577-4.